# Tournée de l'équipe de France de rugby à XV en 1964
| \| 2. Kimberley 3. Le Cap 4. East London 5. Springs 6. Johannesburg \| Excepté la première, toutes les étapes · de la tournée de l'équipe de France · sont en Afrique du Sud. |
| 2. Kimberley 3. Le Cap 4. East London 5. Springs 6. Johannesburg |

La tournée de l'équipe de France de rugby à XV en 1964 est la troisième tournée d'une équipe de rugby à XV représentant la France dans une nation du Commonwealth de l'hémisphère Sud. Elle effectue une tournée en Afrique du Sud en 1964 et remporte le seul test-match de la tournée.

## Préambule
Les circonstances sont peut-être les plus difficiles possibles. La pression est importante, la précédente tournée de l'équipe de France de rugby à XV en 1958 en Afrique du Sud a été la première tournée d'une équipe de rugby à XV représentant la France dans une nation du Commonwealth de l'hémisphère Sud, et elle aboutit à une victoire finale sur la série de test-matchs (avec une victoire et un match nul). Les frères Boniface sont absents.

## Historique
Points marqués :
- Afrique du Sud : essai de Dave Stewart, pénalité de Dave Stewart.
- France : essai de Christian Darrouy, transformation de Pierre Albaladejo, pénalité de Pierre Albaladejo.

Composition des équipes
- Afrique du Sud : Wilson, Engelbrecht, Gainsford, Stewart, Truter, Lawless, Smith (cap.), Hopwood, Bedford, du Preez, van der Merwe, Carelse, Marais, Walton, Myburgh.
- France : Dedieu, Gachassin, Capdouze, Piqué, Darrouy, Albaladejo, Laborde, A. Herrero, Crauste (cap.), Lira, Spanghero, Dauga , Gruarin, Menthillier, Berejnoï.

Pour le troisième match de la tournée disputé contre la Western Province, Walter Spanghero est essayé au poste de pilier.
Pour le test-match contre les Springboks disputé à Springs, le jeune Narbonnais de 20 ans connaît sa première sélection, aligné aux côtés de Benoît Dauga, 22 ans. La France domine le match grâce au pack d'avants, et elle prend l'avantage sur un essai de l'ailier Christian Darrouy. Pierre Albaladejo réussit la transformation d'une position difficile. Les Sud-Africains manquent une transformation et la France s'impose 8-6.  Walter Spanghero est la révélation et l'homme du match,,. Pour le Midi olympique, Pierre Albaladejo est au sommet de son art dans l'occupation et le déplacement au pied, le paquet d'avants français a nettement dominé son vis-à-vis.
Sans l'effet de surprise, la France a de nouveau battu l'Afrique du Sud.

## Groupe de la tournée
Pour finaliser le groupe retenu pour la tournée de l'équipe de France en Afrique du Sud, un match de sélection est disputé à Pau en juin 1964. Walter Spanghero est alors présent au bataillon de Joinville, il doit sa présence dans le groupe français à l'absence du troisième ligne centre de Toulouse Jean Fabre, blessé au nez. Après ce dernier match de sélection, trois nouveaux joueurs sont retenus : Walter Spanghero (Narbonne), Michel Arnaudet et Raymond Halçaren (Lourdes) en remplacement de Jean Fabre, blessé, et des frères André et Guy Boniface, indisponibles. André est suspendu et Guy refuse la sélection par solidarité.
L'encadrement est assuré par Serge Saulnier (directeur de tournée) et Jean Prat (entraîneur). 25 joueurs ont été retenus. Seul Jean Dupuy a participé à la Tournée de l'équipe de France de rugby à XV en 1958, il ne dispute pas le test-match de 1964.

## Résultats complets
Le programme proposé aux Français est allégé par rapport à 1958.

## Résultat du test-match
Le tableau suivant récapitule les résultats de l'équipe de France contre les équipes nationales.
| No | Date            | Lieu                                         | Match                   | Score | Compétition |
| -- | --------------- | -------------------------------------------- | ----------------------- | ----- | ----------- |
| 1  | 25 juillet 1964 | Pam Brink Stadium (Springs) - Afrique du Sud | Afrique du Sud – France | 6 – 8 | 1 essai à 1 |

## Aspect financier

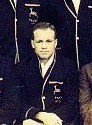
Danie Craven, président de la fédération sud-africaine de rugby à XV.

Le rugby à XV est un sport amateur en 1964. La rémunération et le dédommagement des joueurs est un sujet très sensible : le schisme entre le rugby à XV et le rugby à XIII a toujours raidi la position de l'International Rugby Board.
Le coût du déplacement et du séjour est pris en charge par la fédération de la nation hôte, une gratification modique est donnée aux joueurs. Chaque joueur reçoit lors de la tournée de 1958 de la fédération sud-africaine la somme de trois livres et demie en guise d'argent de poche, soit quatre mille deux cent anciens francs. C'est le revenu d'une semaine d'un ouvrier noir, l'envoi d'une carte postale coûte par exemple cent vingt francs.
Ainsi, la fédération française est parvenue à présenter pour l'exercice 1963-1964 un bénéfice de 364 850,40 F avec l'appui de la tournée des All Blacks et des recettes générées.

## Couverture médiatique
Les journalistes peuvent voyager avec les joueurs. Roger Couderc est proche des Bleus et n'hésite pas à présenter un reportage sur « la danse des jeunes filles à marier », où les jeunes femmes noires sont en costume traditionnel et torse nu. Pierre Albaladejo se prête au jeu.